# Taczów Wielki
Taczów Wielki (niem. Gross Totschen) – wieś w Polsce położona w województwie dolnośląskim, w powiecie trzebnickim, w gminie Trzebnica.

## Podział administracyjny
W latach 1975–1998 miejscowość administracyjnie należała do województwa wrocławskiego.

## Nazwa przystanku
Od zachodu, miejscowość ogranicza od sąsiedniego Brochocina linia kolejowa Wrocław – Trzebnica. Obecny przystanek kolejowy Brochocin Trzebnicki w latach 1899–1945 nosił nazwę Gross Totschen, a do 1947 r. Taczów Wielki.